# Ojārs Vācietis
Ojārs Vācietis (* 13. November 1933 in Trapene bei Valka, Lettland; † 28. November 1983 in Riga) war ein lettischer Dichter. Er war seit 1977 Volksdichter der Lettischen Sozialistischen Sowjetrepublik.

## Leben und Werk
Ojārs Vācietis wurde in dem Dorf Trapene auf einem Bauernhof namens Dumpji im Jahr 1933 in eine Landarbeiterfamilie geboren. Er besuchte die Grundschule von Trapene und danach die Mittelschule in Gaujiena. Von 1952 bis 1957 studierte Vācietis lettische Literatur und Sprache in Riga an der Lettischen Staatlichen Universität. Von 1958 an war er Mitarbeiter der Zeitschriften Literatūra un māksla, Liesma, Bērnība und Draugs. Ein Jahr lang war er Redakteur im Filmstudio Rīga. Vācietis war mit der Dichterin Ludmila Azarova verheiratet, ihr gemeinsamer Sohn heißt Žanis. Vācietis starb am 28. November 1983 in Riga und wurde auf dem Friedhof von Carnikava begraben. Fünf Jahre nach seinem Tod wurden die ehemaligen Wohnräume seiner Familie in Riga in der nach Ojārs Vācietis benannten Straße als Museum zugänglich gemacht (Ojāra Vācieša iela 19). In dem 200 Jahre alten Haus befand sich zuvor die Gastwirtschaft „Jeruzaleme“.
Das Gedicht Pionieru druva war die erste Veröffentlichung von Vācietis. Es erschien 1950 in der Zeitschrift des Bezirks Ape, Sarkanā Ausma. Vācietis’ Poesie der 1950er Jahre wird als unruhig und direkt bezeichnet; das machte ihn in Lettland zum populärsten Dichter dieser Zeit. Bedeutsam sind seine Gedichte der 1960er Jahre, in denen er über die offizielle Ideologie der UdSSR polemisiert. Bis 1978 folgen weitere 16 Bände mit Werken in lettischer Sprache.
Vācietis übersetzte Bulgakows Roman Der Meister und Margarita ins Lettische, eine Ausgabe erschien 2005.
Jānis Peters schreibt in seinem biografischen Essay von 1978, Ojārs Vācietis sehe die Welt aus einem Blickwinkel, der den meisten befremdlich erscheine. Er sei ein Mensch von schlichter Ungewöhnlichkeit, der für sein Arbeiten „die kühlen Fluten der Askese“ brauche. In seiner Lyrik schlügen sich die Rhythmen seiner biologischen Uhr unmittelbar nieder, der Uhr eines Künstlers, der am liebsten nachts arbeitet. Vielleicht, so fragt der Freund des Autors, stecke für Vācietis in der Normenfeindlichkeit jenes Glücksgefühl, das er zum Leben brauche. Vor allem inspiriert von den Menschen und der Gegend am Stadtrand von Riga habe der Dichter für seine Werke eine aufreizende und suggestive Welt geschaffen, deren Wandelbarkeit widersprüchlich und überraschend farbig sei.

## Werke in deutscher Übersetzung
- Stilleben mit Schlange, Baum und Kind. Gedichte.[7] Nachgedichtet von Annemarie Bostroem und Heinz Kahlau. Die Interlinearübersetzung aus dem Lettischen besorgte Welta Ehlert. Verlag Volk und Welt, Berlin 1979.
- „Rumbula“ (1964, Gedicht),[8] Deutsch von Matthias Knoll.

## Werke im lettischen Original

### Lyrik
- Tālu ceļu vējš. Dzejoļi (1956)
- Ugunīs. Dzeja (1958)
- Krāces apiet nav laika (1960)
- viņu adrese – taiga. Piezīmes par ceļu un ceļā (1966)
- elpa. Dzejoļi 1960-1964 (1966, Staatspreis der LSSR)
- Dzegužlaiks. dzejoļi (1968)
- Aiz simtās slāpes. Dzejoļi (1969)
- Melnās ogas. Dzejoļi (1971)
- visāda garuma stundas. Dzejoļi (1974)
- Gamma (1976)
- Antracīts. Dzejoļi (1978)
- Zibens pareizrakstība. Dzejoļi (1980)
- Si minors (1982)

### Essays
- Ar pūces spalvu (1983)

### Werke für Kinder
- Dziesmas par … (Lieder über …, 1965)
- Sasiesim astes (Binden wir die Schwänze zusammen, 1967)
- Punktiņš, punktiņš, komatiņš (Pünktchen, Pünktchen, Kommalein, 1971)
- Kabata (Die Tasche, 1976)[5]
- Astoņi kustoņi (Acht Viecher, 1984, postum)
- Sveču grāmata (Das Kerzenbuch, 1988, postum)

## Ojārs-Vācietis-Literaturpreis
Die Gemeinde Carnikava verleiht in Zusammenarbeit mit dem Ojārs-Vācietis-Museum in jedem Herbst den Ojārs-Vācietis-Literaturpreis.
Bekannte Preisträger:
- 1984: Jānis Peters, Imants Ziedonis
- 1988: Vizma Belševica, Leons Briedis
- 1989: Māra Zālīte
- 1993: Guntars Godiņš, Imants Ziedonis
- 2003: Inese Zandere
- 2004: Inga Gaile
- 2005: Andra Manfelde
- 2006: Pēteris Brūveris
- 2007: Imants Auziņš
- 2008: Ronalds Briedis
- 2009: Edvīns Raups
- 2010: Leons Briedis, Jānis Rokpelnis
- 2011: Anna Auziņa
- 2012: Inga Gaile
- 2013: Amanda Aizpuriete